# Секей, Ласло
Ла́сло Се́кей (венг. Székely László; 5 июня 1910, Будапешт, в некоторых источниках Визакна — 27 ноября 1969, Робекко-Павезе), в некоторых источниках Ладислао (исп. Ladislao) — венгерский футболист и тренер.

## Карьера
Ласло Секей играл в клубах «Орадя» и МТК. В период с 1931 по 1932 он работал главным тренером клуба «Лечче». Затем он начал работать тренером в клубе «Хакоах» из Вены. Потом был главным тренером «Жувентуса» из Сан-Паулу и молодёжной сборной Венгрии. В ноябре 1949 года он возглавил «Верону». Клуб под его руководством провёл 11 матчей, из которых выиграл два, три свёл вничью и шесть проиграл, в результате в январе 1950 года он покинул команду. В том же году Селеки возглавил сборную Израиля, и 28 октября в первом же матче команда обыграла Турцию 5:1. Правда во второй игре команда проиграла тем же туркам 2:3. Эти матчи стали единственными, в которых Селеки был тренером этой национальной команды.
В 1951 году Селеки стал главным тренером турецкого «Фенербахче» и пробыл на этом посту три года и «Галатасарая». В 1954 году Селеки стал главным тренером «Гремио». 21 апреля клуб провёл первый матч под руководством венгра, в котором проиграл «Реннеру» 3:4. 14 ноября того же года клуб провёл последний матч под руководством Селеки, в котором также проиграл «Реннеру» со счётом 0:3. Всего «Гремио» с Ласло во главе провёл 31 матч, в которых выиграл 14 встреч, 8 свёл вничью и 9 проиграл; 80 голов в этих матчах было забито и 53 пропущено. Затем он недолго проработал во «Флуминенсе», в качестве ассистента главного тренера. Затем он вновь тренировал «Фенербахче», а весной 1957 года возглавил сборную Турции, но уже в декабре был уволен со своего поста после 4 проведенных матчей. Потом тренировал небольшие турецкие команды «Алибейкёйспор», «Емниет», «Вефа», «Бейкозспор» и «Фатих Карагюмрюк». Он вернулся в 1960 году в «Фенербахче» и сделал команду чемпионом страны. 
После этого успеха, Секей был вынужден спешно покинуть Турцию из-за обвинения со стороны правоохранительны органов в незаконных валютных операциях. Венгр уехал в Италию, где посредине сезона стал главным тренером «Прато», но он не смог спасти клуб от вылета в серию С. Затем он возглавлял «Венецию», а потом «Палермо». В этом клубе тренер стал известен тем, что жил в трейлере вместе с женой и двумя детьми на территории стадиона, а когда у него случился конфликт с президентом команды, то венгр просто сел в трейлер и уехал из города с семьёй. После «Палермо» Секей возглавил «Алессандрию». Клуб под его руководством провёл 41 матч, из которых выиграл 13, 13 свёл вничью и 15 проиграл. Потом на протяжении двух неполных сезонов тренировал «Модену» и «Альбенгу». 
В 1969 году он возвращался из Генуи по шоссе между Вогерой и Пьяченцой, где согласовал условия подписания контракта с «Дженоа». Недалеко от города Робекко-Павезе, он попал в автомобильную аварию, в результате которой погиб.

## Достижения
- Чемпион Турции: 1960/1961

## Комментарии
1. ↑  Некоторые источники указывают, что главным тренером был тогда другой венгр — Виктор Ласло
2. ↑  Некоторые источники указывают, что клуб он не тренировал

## Статистика
- Профиль на transfermarkt.ru
- Профиль на worldfootball.net